# Alfredo Fabbri
Alfredo Fabbri (Grosseto, 2 settembre 1926 – 3 febbraio 2010) è stato un pittore italiano.
Vive sin dall'infanzia tra la propria città natale e la provincia di Pistoia. Dopo aver frequentato la scuola di disegno tecnico di Torino, negli anni cinquanta si divide tra l'ambiente artistico di Pistoia (dove lavora con Alfiero Cappellini) e Firenze, dove è in contatto con Ottone Rosai, Ardengo Soffici e Silvio Loffredo. Il linguaggio di Fabbri in questa fase echeggia la lezione dei maestri espressionisti, cubisti e realisti.
Dagli anni sessanta comincia un'intensa attività espositiva in gallerie e rassegne internazionali (Milano, Parigi, New York, Burgdof in Svizzera), e concentra la propria ricerca su due temi peculiari: i Notturni e le Nevicate. Nello stesso periodo, e nel decennio successivo, i frequenti viaggi del pittore divengono sua fonte primaria di ispirazione: sono molte, in questi anni, le mostre tematiche dedicate alle città visitate in Europa, Africa e Sudamerica.
Nel 1988 illustra la Suite parigina del poeta Piero Bigongiari.
Dagli anni novanta predilige temi legati alla Maremma, le nature morte di fiori o i ritratti, che spesso coniuga in opere caratterizzate da estrema libertà compositiva.
Nel 2007 è stata organizzata una sua mostra antologica dal comune di Quarrata e la Fondazione Banche di Pistoia e Vignole per la Cultura e lo Sport (10 febbraio-11 marzo 2007 - Polo Tecnologico, Piazza Agenore Fabbri a Quarrata).
Di lui hanno scritto diversi giornalisti, scrittori e critici d'arte tra i quali possiamo citare Giovanni Bassi, Renato Biason, Piero Bigongiari, Gastone Breddo, Dino Carlesi, Francesco Gurrieri, Pier Francesco Listri, Mario Luzi, Giovanni Michelucci, Nicola Micieli, Tommaso Paloscia, Geno Pampaloni, Enrico Paolucci, Nicola Risaliti, Ernesto Treccani, Pierandrea Vanni.